# ناصر المزيعل
 الملا ناصر الحنيف المزيعل (1917 - 2002) إماماً وخطيباً ومعلماً كويتي.

## عن حياته
ولد الملا ناصر بن حنيف بن مزيعل المزيعل عام 1917م في قرية الفنطاس إحدى القرى الكويتية التي تقع جنوب البلاد محاذية لساحل البحر ، وهو إبن الشاعر وعازف الربابة الكويتي الكفيف حنيف المزعل المزيعل  ، وقد إستهل دراسته على النمط القديم المتوافر في ذلك الوقت ، حيث التحق بالكتّاب وتلقى فيها تعليمه الأولي على يد المطوع (المعلم) ، ثم أكمل مشواره العلمي والشرعي عند الملا أحمد بن الملا حسن في منطقة الشرق حيث مكث مدة عنده وتعلم منه ومن والده فزاد تحصيله الشرعي إكمالا لما درسه عند الملا بن طريخم، وكانت الدراسة في ذلك الوقت من الصعوبة بمكان ، إذ لم تكن وسائل العلم وادواته مريحة بل كان طلاب العلم يفترشون الارض ويتحملون صعوبة الجو سواء في الشتاء ام في الصيف.

## تخصصه
```
توجه 
الملا ناصر المزيعل
 إلى احد رجال الدين وهو الشيخ عبدالمحسن البابطين ليدرس عنده علما هو من اهم العلوم واصعبها وكذلك من اكثرها استخداما بين عامة الناس في حياتهم اليومية، ألا وهو علم المواريث ، كما درس عنده جوانب من ابواب الفقه تكملة لما درسه في بداية رحلته العلمية ، وعندما تولى التدريس في مدرسة الفنطاس كان التدريس في هذه المدرسة على فترتين: صباحية ومسائية، فحرص  على أن يؤدي عمله بالمدرسة دون أن يخل بعمله في المسجد ، واستمر يؤدي واجبه العلمي في مدرسة الفنطاس الابتدائية حتى عام 
1973
 ، ثم تقاعد من التدريس في عام 
1973
 وظل في مهنة الخطابة بمسجد الردهان حتى 
1979
.
[
4
]
```

## وفاته
توفي الملا ناصر الحنيف المزيعل سنة 2002 ، وتكريما له تم اطلاق إسمه على إحدى المدارس التي في مسقط رأسه قرية الفنطاس.